# Komossens naturreservat
Komossens naturreservat är ett naturreservat i Älvkarleby kommun i Uppsala län.
Området är naturskyddat sedan 2019 och är 93 hektar stort. Reservatet ligger öster om Skutskär och omfattar Komossen med kringliggande skog och består av extremrikkärr, sumpskog, buskkärr, en mindre tallmosse och äldre fastmarksskog. 